# Burkheim (Altenkunstadt)

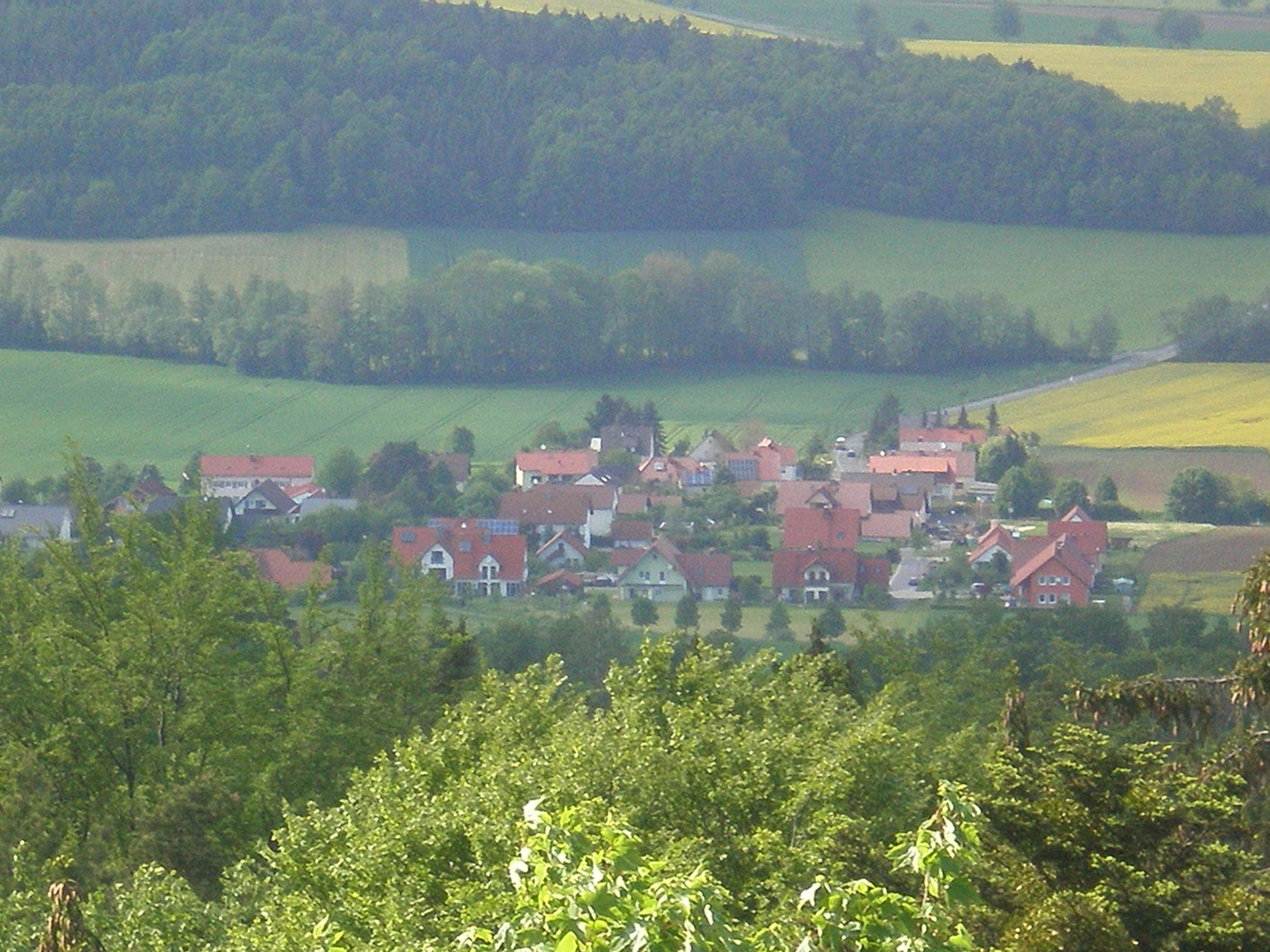
Burkheim vom Kordigast aus

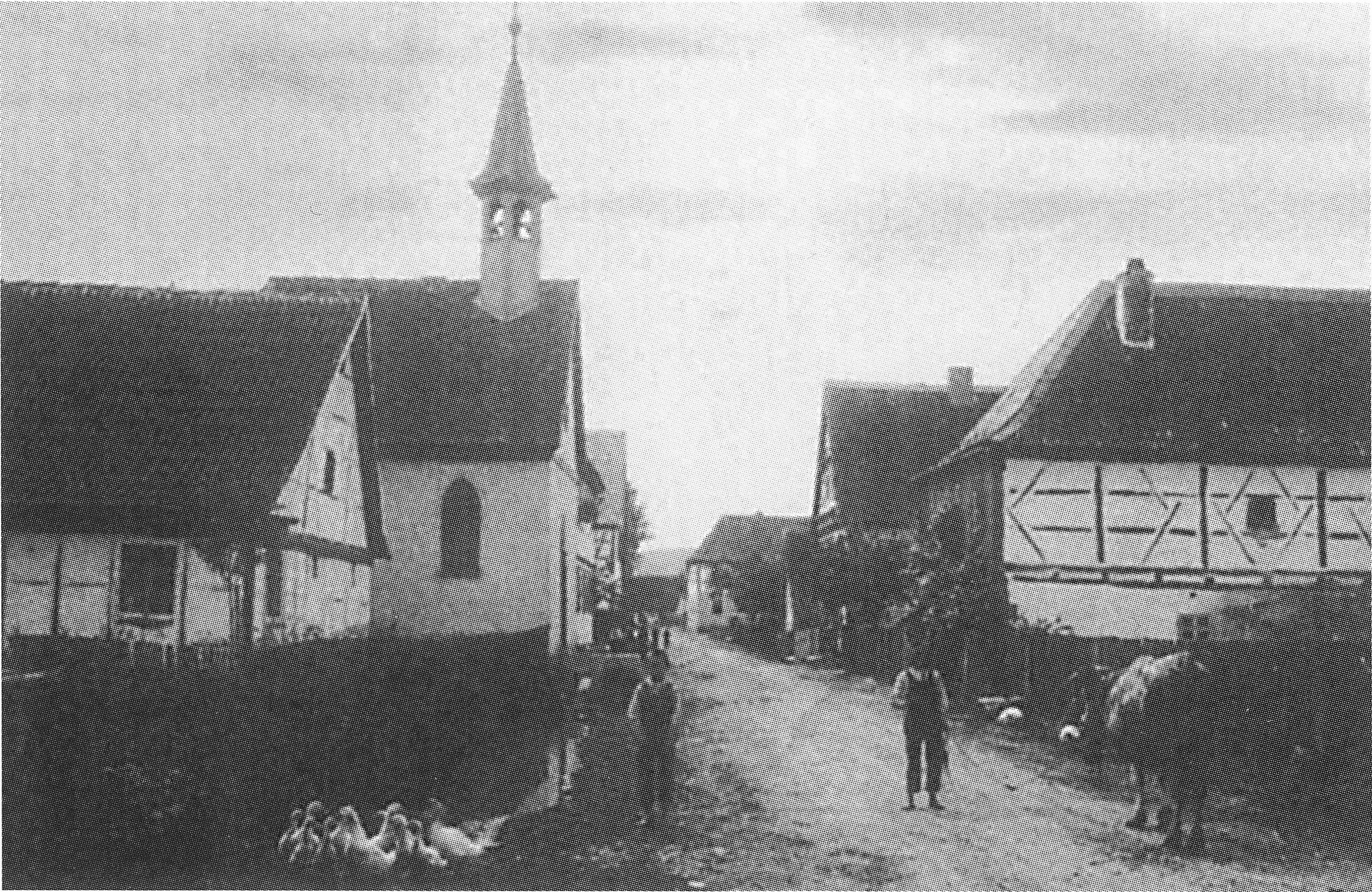
Die Dorfstraße im Jahr 1910 (links die alte Kapelle)

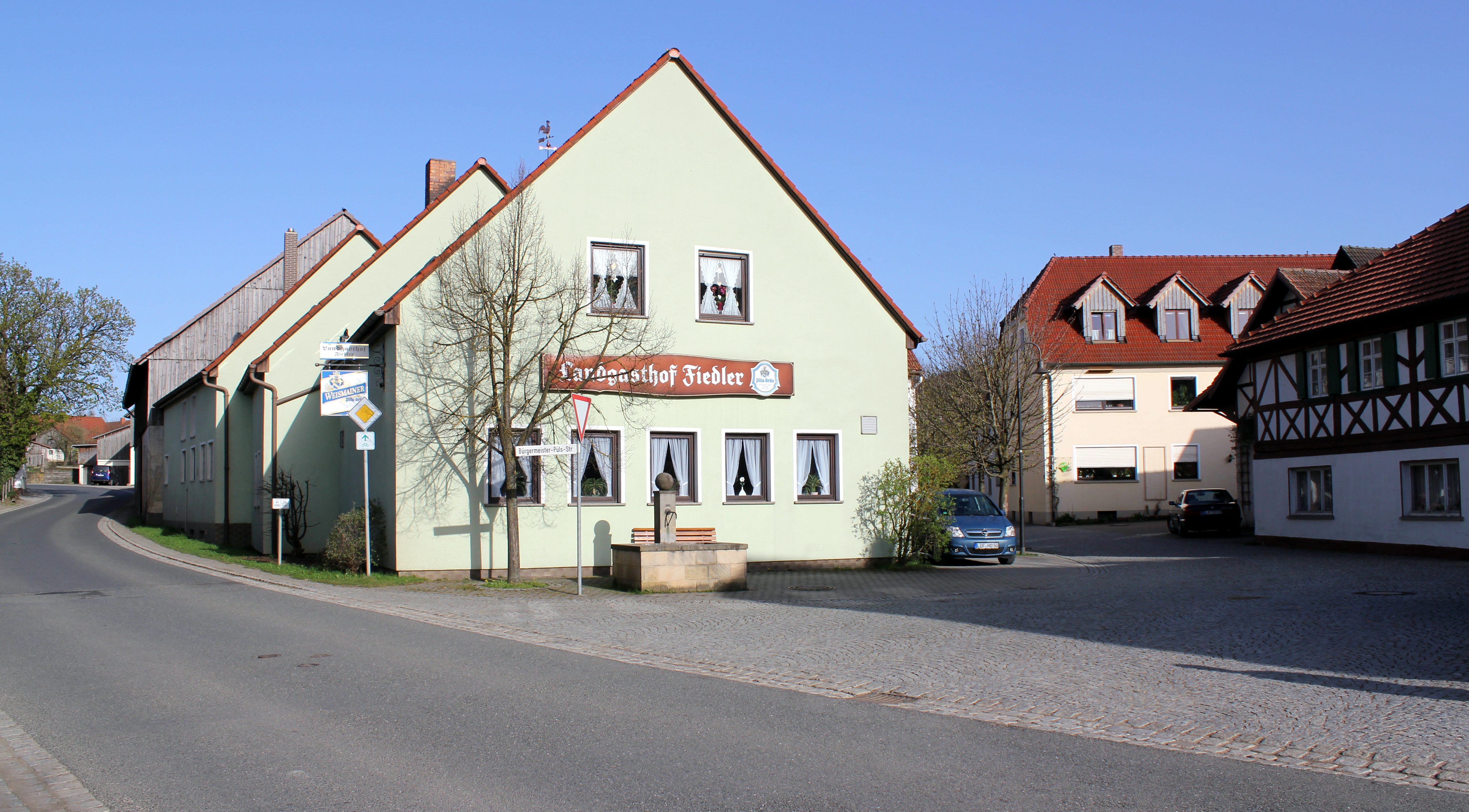
Der Dorfplatz

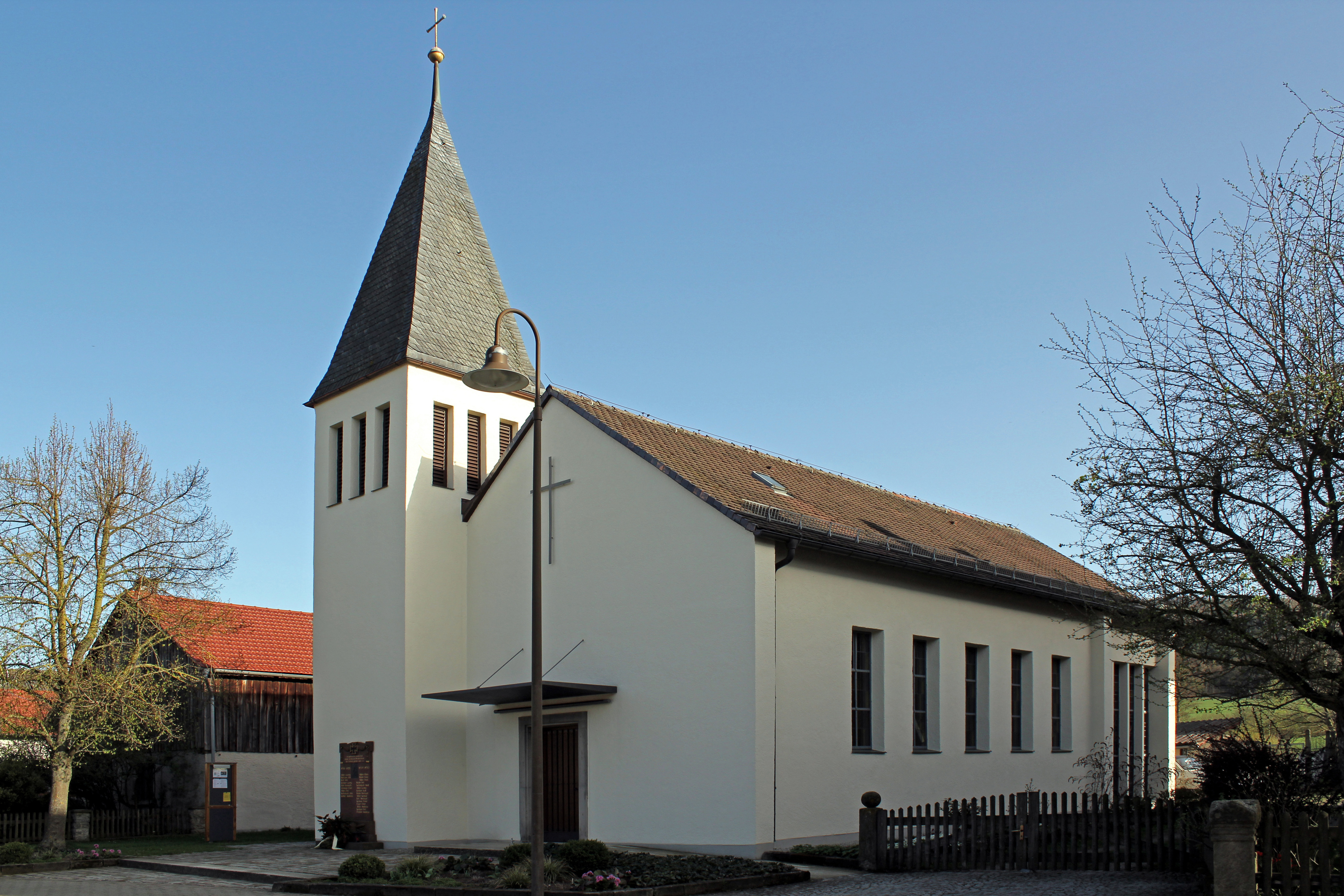
Die neue, 1966 errichtete Kirche

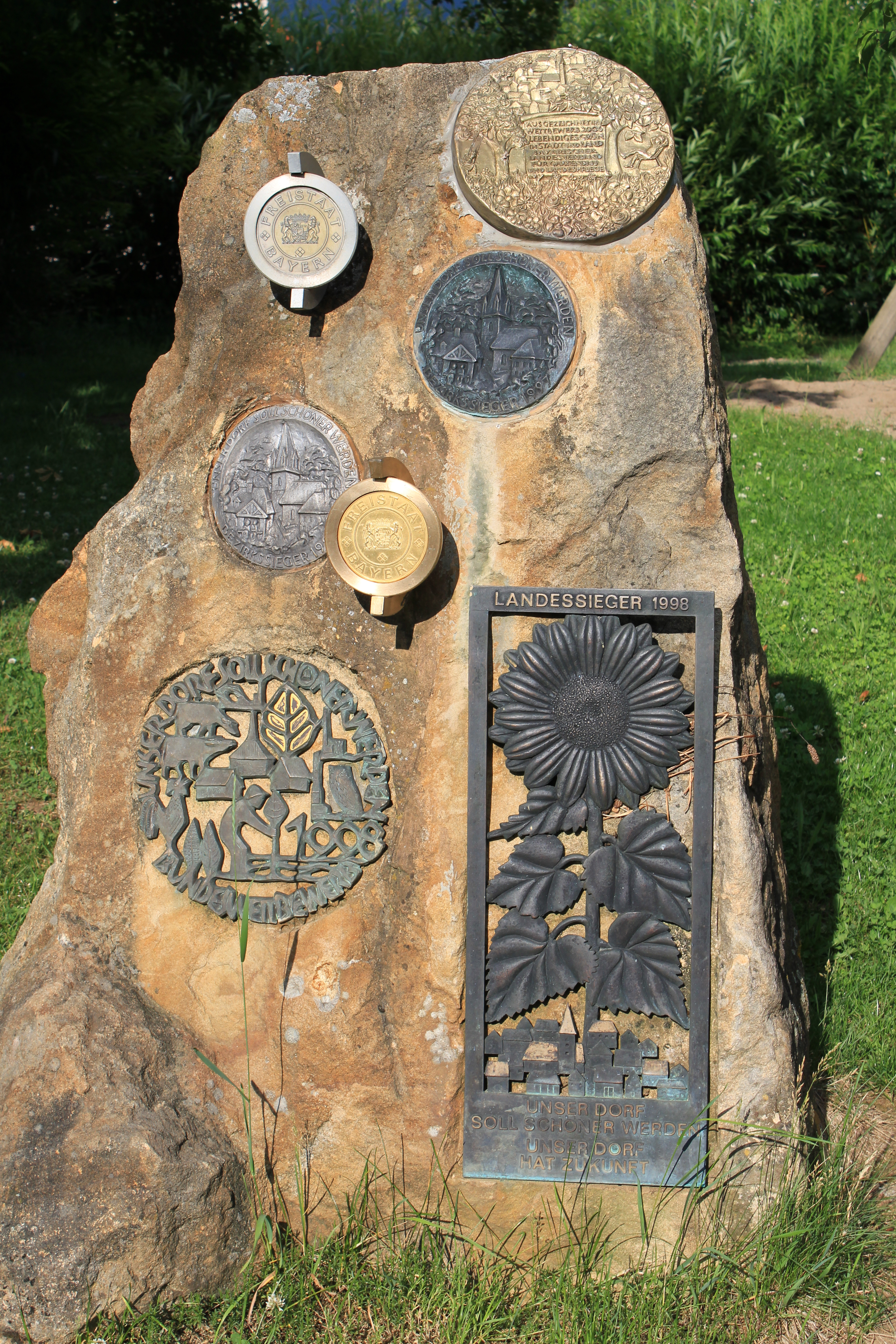
Sandsteinstele mit den Medaillen diverser Dorfwettbewerbe

Burkheim ist ein Dorf mit etwa 260 Einwohnern in ca. 50 Häusern. Es gehört zur Gemeinde Altenkunstadt im Landkreis Lichtenfels im Westen des Regierungsbezirks Oberfranken in Bayern. Der Ort liegt am Fuß des Kordigast, eingebettet in das Tal der grauen Mönche und angrenzend an den Külmitz. Am nördlichen Ortsrand fließt der Kapellenbach vorbei. Das Straßendorf ist überwiegend bäuerlich und landwirtschaftlich geprägt.

## Geschichte

### Mittelalter und frühe Neuzeit
Wann Burkheim gegründet wurde, ist unklar. Erstmals schriftlich erwähnt wurde es als „Wirkheim“ in einer Schenkungsurkunde des Bamberger Bischofs Eckbert von Andechs-Meranien an das Kloster Langheim im Jahr 1230. Im Laufe der Jahrhunderte wechselten öfters geringfügig der Name und seine Schreibweise: „Würckheim“ (1317), „Würrekheim“ (1318), „Burckheim“ (1337), „Burcheimb“ (1358) und „Purckheim“ (1520).
Im Spätmittelalter blieb Burkheim größtenteils unbeeinträchtigt von großen Kriegen wie den Hussiteneinfällen im Jahr 1430, dem Bauernkrieg von 1525 und dem Dreißigjährigen Krieg. Anders als bei anderen Langheimer Dörfern wurden über Burkheim keine Aufzeichnungen über etwaige Kriegsgeschehen geführt.
Durch das für damalige Verhältnisse revolutionäre Bauprojekt einer Wasserleitung wurde das Dorf ab 1666 mit fließendem Wasser vom Kordigast versorgt. Gebaut wurde die Leitung von den Dorfbewohnern. Zudem war es die Aufgabe eines jeden Haushalts, ein Holzrohr zu fertigen und für den Bau der Wasserleitung zur Verfügung zu stellen. Die Holzrohre wurden 1894 durch Eisenrohre und diese 1954 zusammen mit dem Bau des Hochbehälters durch Gusseisenrohre ersetzt.

### 19. Jahrhundert bis heute
Um 1801 gehörte Burkheim noch zum Hochstift Bamberg. Die Lehen und die Vogtei gehörten dem Kloster Langheim. Auch der Pfarrer von Altenkunstadt hatte Besitz in Burkheim, da die Pfarrei damals schon in Altenkunstadt war. Auch Weismain und Lichtenfels hatten dort Lehen. Ab 1818 war Burkheim eine eigene Gemeinde, mit Tauschendorf als einzigem weiteren Ortsteil. Der Bürgermeister war ehrenamtlich tätig.
Nachdem Burkheim seit 1666 über eine Frischwasserleitung verfügt hatte, wurde 1953 ein Abwassersystem und eine Kanalisation gebaut. Durch körperliche und finanzielle Eigenleistung der Bewohner wurde 1958 am östlichen Ortsende eine Schule erbaut. Auf Bestreben des 1962 gegründeten Kapellenbauvereins wurde die alte, 1906 errichtete Ortskapelle 1964 abgebrochen und eine neue gebaut. Die Einweihung war am 24. Juli 1966. Das Kruzifix der Altarwand stammt aus der alten Kapelle und wird der ersten Hälfte des 17. Jahrhunderts zugeordnet. Der Coburger Glaskünstler Adalbert Bringmann schuf die Altarfensterfront mit dem Thema Eucharistie. Die erste Renovierung, bei der die Fassade erneuert wurde, fand 1989 statt.
Knapp 150 Jahre nach der Gründung wurde die Gemeinde Burkheim am 1. Januar 1977 im Zuge der Gemeindegebietsreform nach Altenkunstadt eingemeindet. Seitdem besuchen die schulpflichtigen Kinder Burkheims die Altenkunstadter Schule, der dorfeigene Schulbetrieb wurde beendet.
1988 bis 1994 fand gleichzeitig mit dem Ausbau der durch das Dorf verlaufenden Staatsstraße eine Dorferneuerung statt. Im Jahr 1996 wurde die Kreisgartenschau im Dorf abgehalten, zu der rund 15.000 Besucher kamen. 1998 wurde Burkheim beim Wettbewerb Unser Dorf soll schöner werden – Unser Dorf hat Zukunft als eines von drei bayerischen Dörfern auf Bundesebene mit der Goldmedaille ausgezeichnet.

### Einwohnerentwicklung
| Jahr       | Einwohner | Anwesen | Quelle: |
| ---------- | --------- | ------- | ------- |
| 1818       | 161       | 35      | [ 4 ]   |
| 1820       | 172       |         | [ 8 ]   |
| 01.12.1910 | 248       |         | [ 9 ]   |
| 1933       | 232       |         | [ 10 ]  |
| 1939       | 209       |         | [ 10 ]  |
| 1950       | 261       |         | [ 11 ]  |
| 1961       | 262       |         | [ 6 ]   |
| 1970       | 274       |         | [ 6 ]   |
| 1977       | 252       |         | [ 11 ]  |
| 1987       | 212       |         | [ 12 ]  |
| 1995       | 226       |         | [ 3 ]   |
| 2005       | 265       | ~ 50    | [ 11 ]  |
| 2010       | 269       | ~ 50    | [ 13 ]  |
| 2011       | 265       | ~ 50    | [ 14 ]  |
| 2012       | 267       | ~ 50    | [ 15 ]  |
| 2013       | 259       | ~ 50    | [ 16 ]  |

## Religion
Von den 267 Einwohnern waren im Juli 2013 ca. 76 % (197) römisch-katholisch, ca. 15 % (40) evangelisch und ca. 9 % (22) andersgläubig oder konfessionslos.

## Vereine
- Freiwillige Feuerwehr, gegründet am 19. Oktober 1890 von Johann Deuber und weiteren 28 Männern.
- Obst- und Gartenbauverein und seine Jugendgruppe, die „Grashüpfer“ (gegründet 1996)
- Kapellenbauverein Burkheim, gegründet am 26. September 1962.

## Persönlichkeiten
- Franz-Joseph Ahles (1869–1939), deutscher Dichter; man kann den Standort seines früheren Hauses und seinen Gedenkstein in Burkheim sehen, die Hauptstraße von Burkheim ist nach ihm benannt.